# سندرم اسمیت- لملی- اوپیتز
سندرم اسمیت- لملی- اوپیتز Smith-Lemli-Opitz syndrome که نقص ۷-دهیدروکلسترول ردوکتاز نیز خوانده می‌شود، نوعی اختلال در متابولیسم استرول است.

## علائم بالینی
در این بیماران تغییر شکل ظاهری جمجمه و صورت شامل سر و فک تحتانی کوچک، افتادگی پلک، سوراخهای بینی برگشته به سمت خارج، بهم چسبیدگی انگشتان دوم و سوم پا، ناهنجاریهای کلیوی، قلبی و گوارشی، ناهنجاریهای خط وسط از جمله هولوپروزنسفالی، ناهنجاریهای سیستم تناسلی خارجی در پسرها، نارسایی غدد فوق کلیه و شکاف کام می‌باشد. در بیش از ۹۰٪ بیماران عقب ماندگی روانی حرکتی، اختلالات رفتاری، اختلال رشد، مشکلات تغذیه، کاهش تونوس عضلانی و عقب ماندگی ذهنی روی می‌دهد. در تعداد کمی از بیماران استرابیسم، آب مروارید، ناهنجاریهای ریوی، اختلالات انعقادی و بیماری مزمن کبد گزارش شده است. بیماری می‌تواند با شدت بسیار متفاوتی در بیمار بروز کند که طیف آن از مرگ داخل رحمی تا زندگی و طول عمر طبیعی متغیر است.

## نقص آنزیم
نقص در آنزیم ۳ بتا هیدروکسی استرول دلتا ۷ ردوکتاز.

## نقص بیوشیمی
نقص در آخرین مرحله تولید کلسترول.

## توارث ژنتیکی
اتوزوم مغلوب.

## میزان بروز
یک مورد به ازای هر ۴۰ هزار تولد زنده.

## روش تشخیص
- استرولهای پلاسما، فیبروبلاستها و لنفوسیتها: ۷ و ۸ دهیدروکلسترول بالا.
- پلاسما: کلسترول طبیعی یا پائین.
- بررسی جهشها.

## درمان
شامل تجویز ۵۰ تا ۱۰۰ میلی گرم کلسترول به ازای هر کیلوگرم وزن بیمار می‌باشد که در شیرخواران بیشتر تجویز می شود. در بیماران مبتلا به نوع خفیف ۰٫۵ میلی گرم به ازای هر کیلوگرم وزن بیمار، تجویز سیموستاتین ممکن است مفید باشد. در بیماری حاد که تجویز کلسترول خوراکی امکان ندارد، می‌توان از پلاسمای منجمد بعنوان منبع اورژانسی کلسترول لیپوپروتئین با تراکم
پائین استفاده نمود.

## آزمون تشخیص قبل از تولد
اندازه‌گیری استرول در مایع آمنیوتیک و آمنیوسیتهای کشت شده ونمونه پرزهای کوریونی کشت شده